# Clarissa Chun
Clarissa Chun, née le 27 août 1981 à Honolulu, est une lutteuse libre américaine.

## Biographie
Le 8 août 2012, elle obtient la médaille de bronze aux Jeux olympiques de Londres en catégorie des moins de 48 kg.